# جوزيف جيلبرت هاميلتون
جوزيف جيلبرت هاميلتون (بالإنجليزية: Joseph Gilbert Hamilton)‏ (و. 1907 – 1957 م) هو فيزيائي من الولايات المتحدة الأمريكية . شارك في مشروع مانهاتن .

## التعليم
تعلم في جامعة كاليفورنيا، بركلي

## مناصب وهيئات
أدار جامعة كاليفورنيا (بركلي).